# Candi (Dungkek)
Candi is een bestuurslaag in het regentschap Sumenep van de provincie Oost-Java, Indonesië. Candi telt 2345 inwoners (volkstelling 2010).